# 赫格山 (彭內爾海岸)
赫格山（英語：Mount Heg），是南極洲的山峰，位於維多利亞地的彭內爾海岸，處於馬爾塔高原西部，在1960年被繪入新西蘭地圖，現時由南極條約體系管理。